# Himley
Himley – wieś w Anglii, w hrabstwie Staffordshire, w dystrykcie South Staffordshire. Leży 33 km na południe od miasta Stafford i 181 km na północny zachód od Londynu.